# Plump Pop
Plump Pop (プランプポップ?, Puranpu Poppu) è un videogioco d'azione per arcade edito dalla Taito nel 1987.
Il titolo venne incluso diciotto anni dopo (nel 2005) all'interno della raccolta Taito Legends, per PC, PlayStation 2 e Xbox.

## Modalità di gioco
Il gameplay di Plump Pop è simile a quello di Circus della Exidy. Il giocatore può scegliere di giocare come una squadra di cani, gatti o maiali mentre rimbalzano un piccolo esemplare della loro specie su un trampolino per far scoppiare vari tipi di palloncini. I portatori del trampolino si muovono a sinistra e a destra ruotando la manopola e saltano premendo il pulsante apposito.
Il gioco consta di 10 livelli composti da quattro parti ciascuno, per un totale di 40 livelli. Nelle prime due si svolge il regolare scoppio dei palloncini che, a seconda del livello, restano sospesi o si muovono seguendo uno schema preciso. La terza parte è una fase bonus in cui il giocatore cerca di catturare quanti più frutti che cadono possibile con il suo trampolino, oppure di mettere i frutti sempre col trampolino dentro ad un enorme bicchiere. La quarta e ultima parte prevede una battaglia con un boss, il quale lo si sconfigge con il piccolo che gli va addosso ripetutamente.
Il piccolo vola in cielo mentre disegna una parabola e rimbalza quando colpisce il bordo superiore destro o sinistro dello schermo o un palloncino. Premendo il pulsante di salto nel momento in cui il piccolo rimbalza dal trampolino, il giocatore può farlo volare più in alto e più velocemente (e ottenere un punteggio più alto). Infine, scoppiando i palloncini questi rivelano della frutta o dei potenziamenti che possono fare cose come aumentare il danno inflitto o aumentare le dimensioni del trampolino.